# V373 Scuti

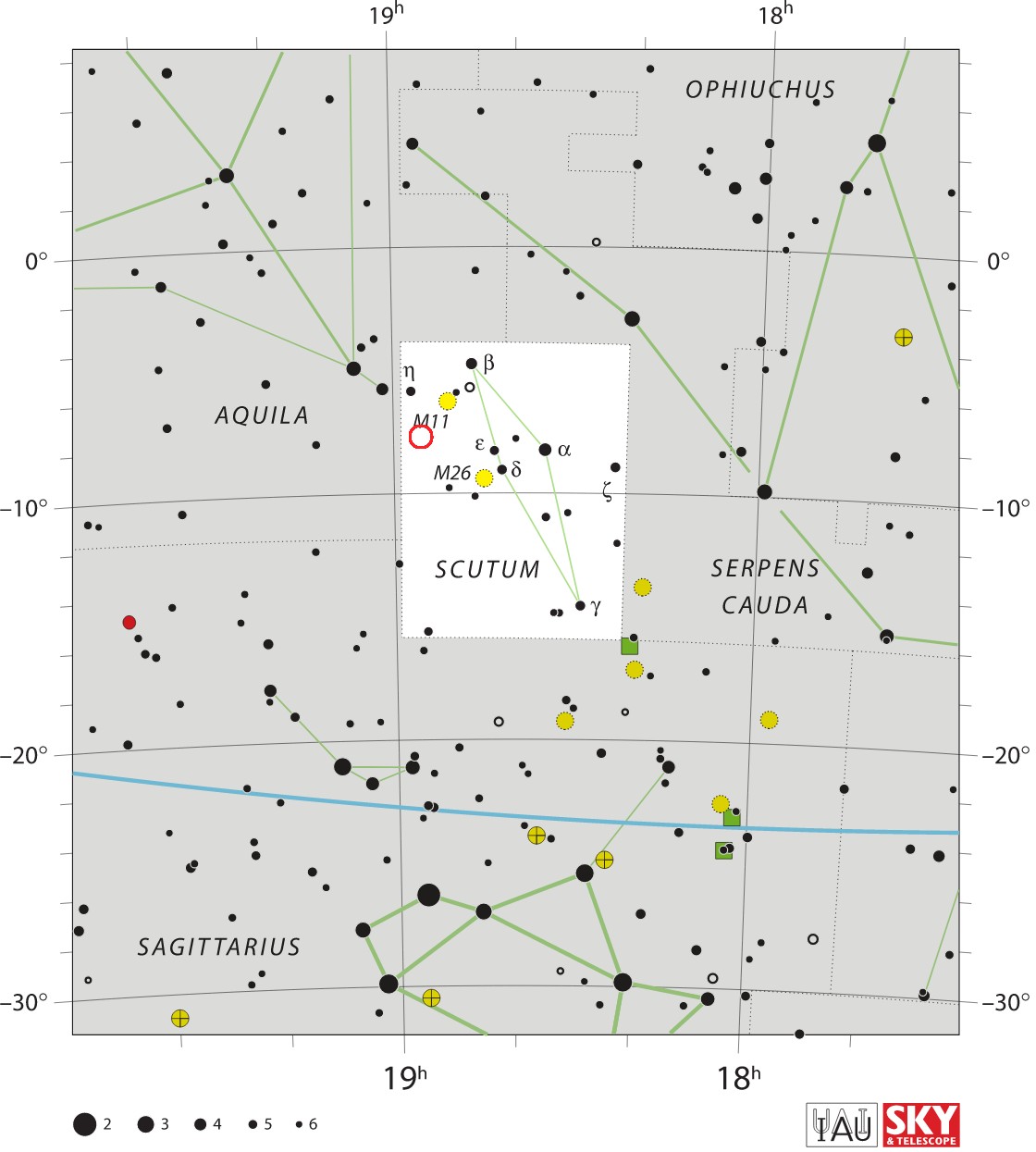
Une carte de l'espace montrant la localisation de V373 Scuti (cercle rouge)

V373 Scuti (ou Nova Scuti 1975) était une nova qui survint en 1975 dans la constellation de l'Écu de Sobieski. Elle atteignit la magnitude apparente de 6.

## Coordonnées
- Ascension droite : 18h 55m 26s.56
- Déclinaison : −07° 43' 05".6